# بروس بيندكت
بروس بيندكت (بالإنجليزية: Bruce Benedict)‏ هو لاعب كرة القاعدة أمريكي، ولد في 18 أغسطس 1955 في برمنغهام في الولايات المتحدة.

## روابط خارجية
- بروس بيندكت على موقعبيزبول رفرنس.كوم (الدوري الرئيسي) (الإنجليزية)
- بروس بيندكت على موقعبيزبول رفرنس.كوم (الدوري الثانوي) (الإنجليزية)